# Echinorhynchus tardae
Echinorhynchus tardae är en hakmaskart som beskrevs av Rudolphi 1809. Echinorhynchus tardae ingår i släktet Echinorhynchus och familjen Echinorhynchidae. Inga underarter finns listade i Catalogue of Life.